# Limnodriloides parahastatus
Limnodriloides parahastatus är en ringmaskart som beskrevs av Erséus 1984. Limnodriloides parahastatus ingår i släktet Limnodriloides och familjen glattmaskar. Inga underarter finns listade i Catalogue of Life.